# アクアワールド水郷パークセンター

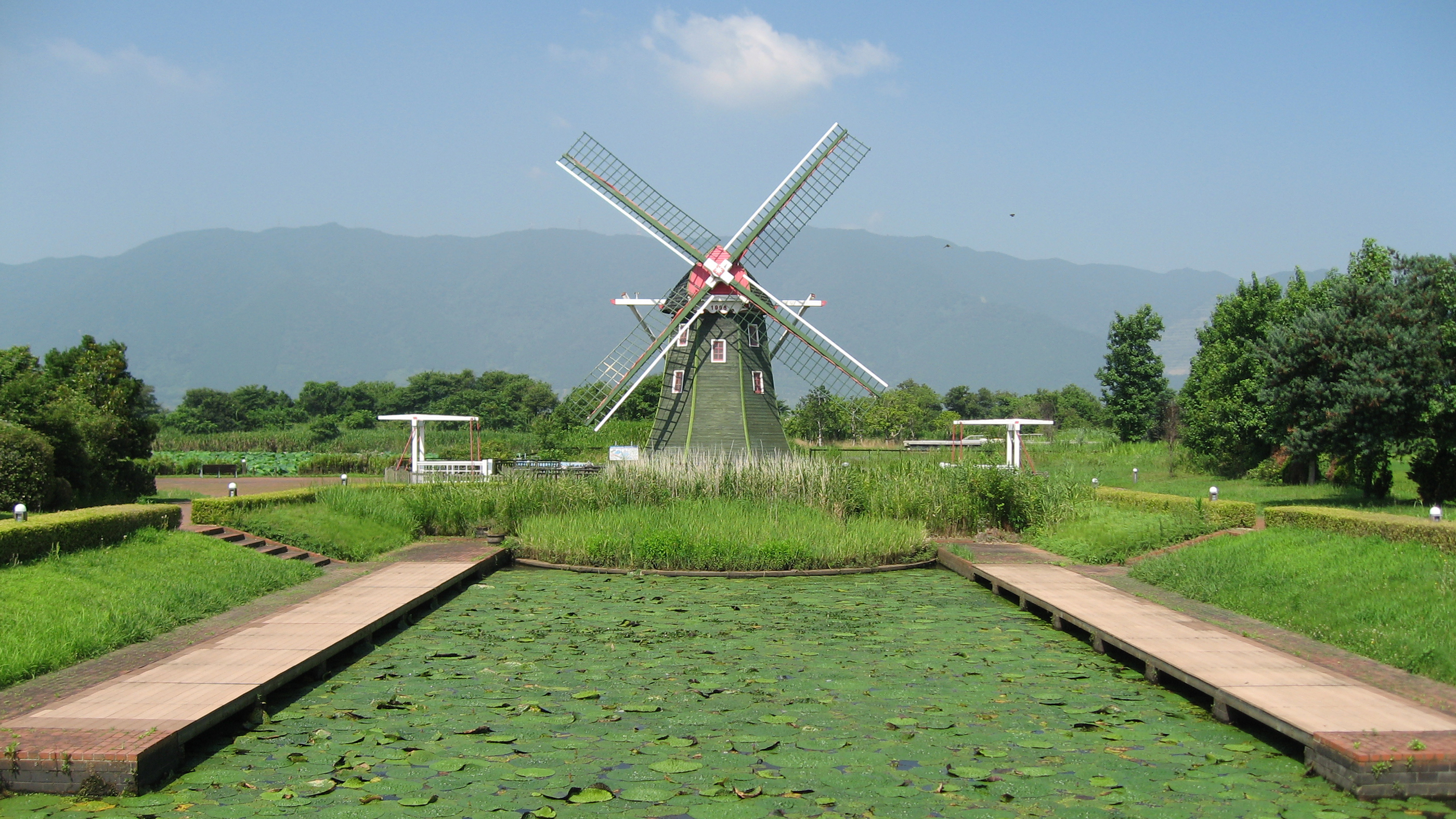
園内の風車とオニバスの池

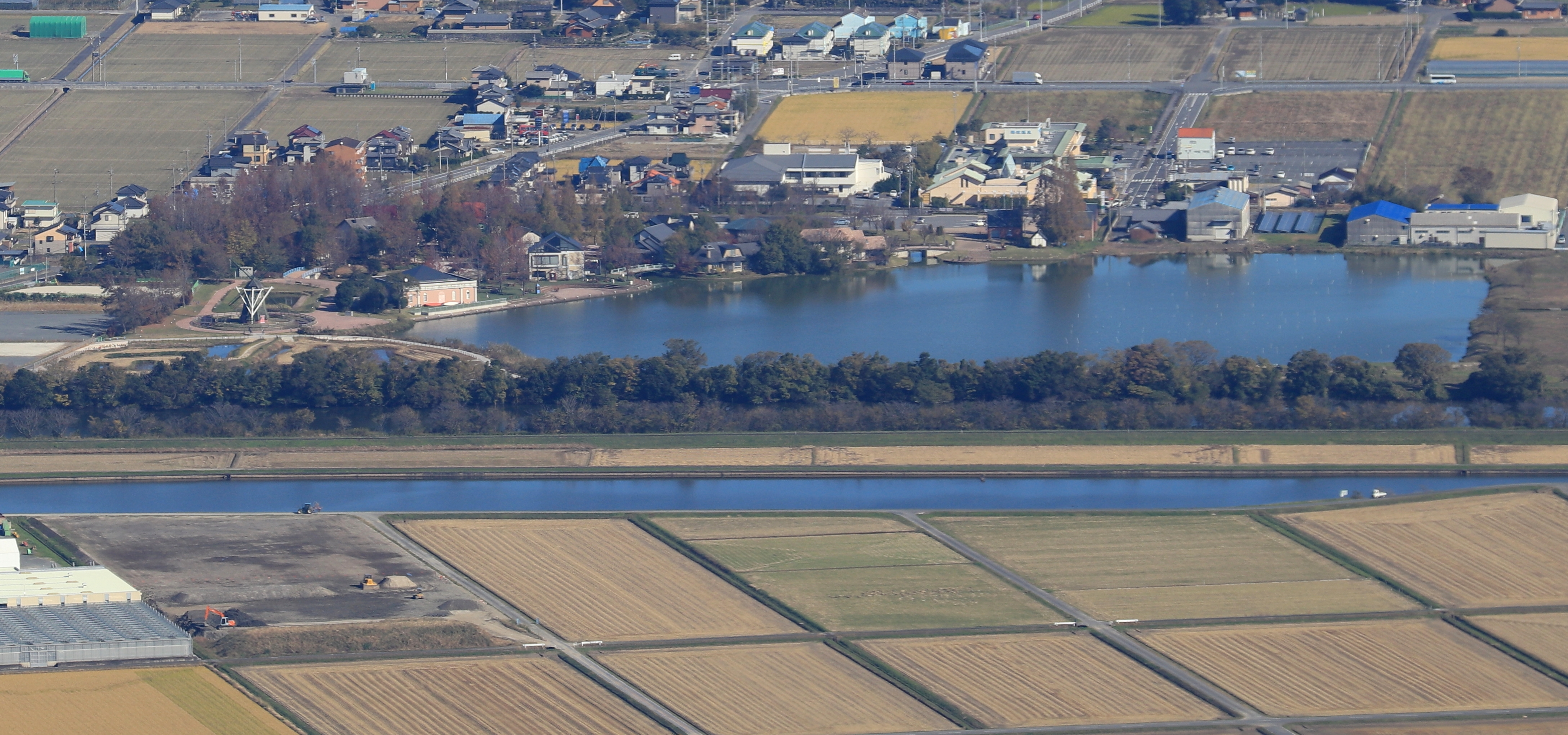
養老山地から望むアクアワールド水郷パークセンター、義呂池のハスが枯れた後（2018年（平成30年）11月）

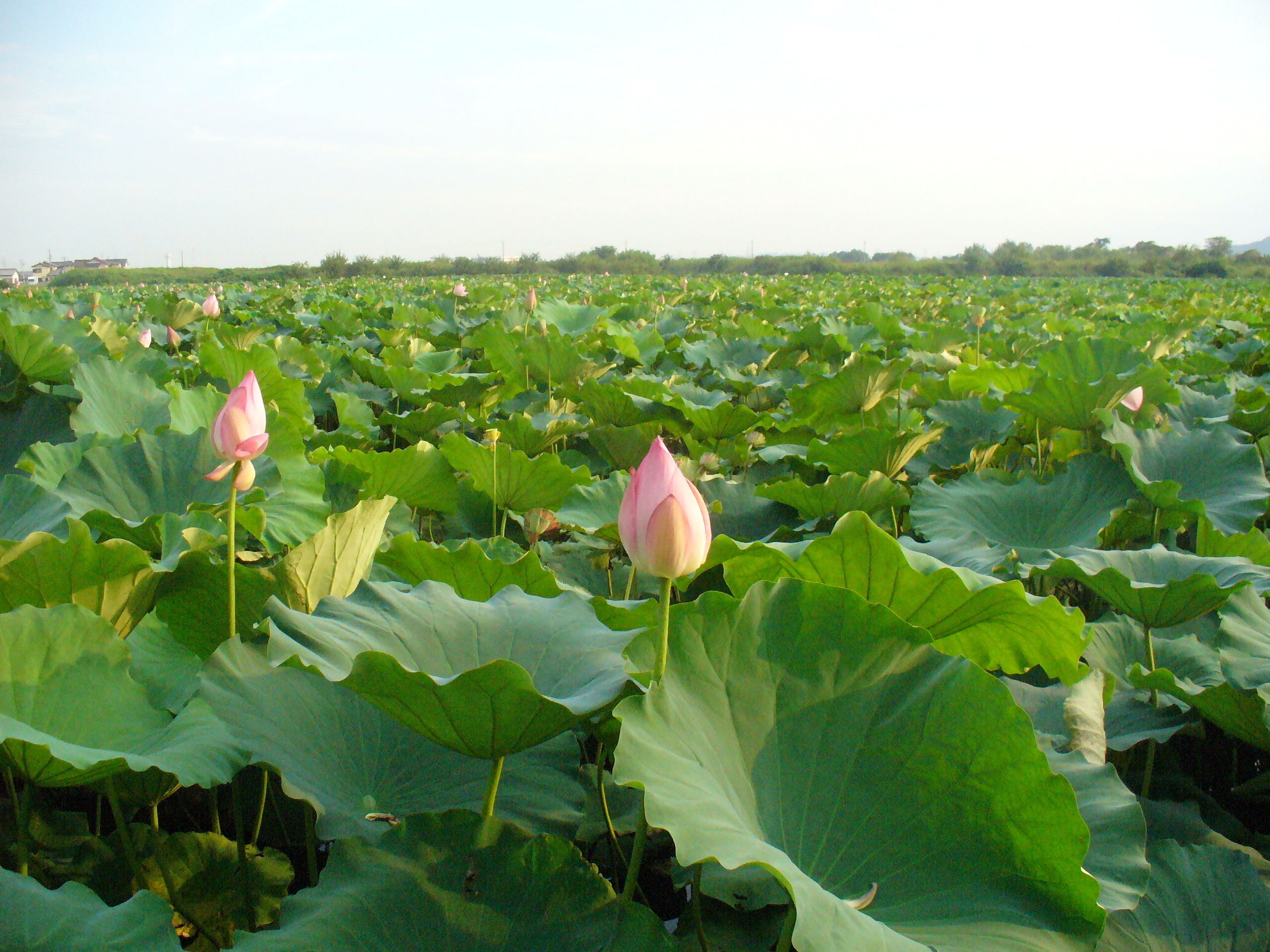
義呂池を埋め尽くすハス

アクアワールド水郷パークセンター（アクアワールドすいごうパークセンター）は、岐阜県海津市にある国営木曽三川公園中央水郷地区の施設である。

## 概要
1998年6月26日開園。環境教育に関する様々な情報の発信、環境教育に関する活動の支援を行う公園拠点である。学校やサークルなどの団体で体験できる体験工房や、NPOによる体験教室が行われている。住宅展示場だった建物を利用した学習棟が建ち並び、オランダの風車をイメージした高さ20mの風車とハスで埋め尽くされた義呂池が特徴的な公園である。園内にはクリークと呼ばれる水路が流れ、春は「日本タンポポ」、夏は園内の義呂池一面に咲くハスやオニバスなどの花が楽しめる。
入園料は無料。

## 営業時間・休園日
- 「アクアワールド水郷パークセンター」公式サイトにて確認のこと。

## 住所
- 〒503-0628：岐阜県海津市海津町福江566

## アクセス
- 養老鉄道養老線 石津駅より
  - 海津市コミュニティバス：乗車時間約20分、「海津温泉」バス停下車[3]、徒歩で約1分。

## 駐車場
- 無料193台
第1駐車場116台（うち身障者用4台、バス6台）
第2駐車場77台（うち身障者用5台）

※2024年現在

## 施設
施設は以下の通り。
- 総合案内所
- 環境学習センター
- 交流サロン
- レストハウス
- パークセンターホール
- 風車：オランダの風車をイメージした高さ20mの風車。
- 義呂池
- ホール前広場
- パークパートナー棟
- 交流サロン（ミニ図書館、キッズルーム）
- 堀田エリア
- 冒険広場：アクアデッキ（屋外休憩施設・自然体験の拠点）、スラックライン